# Heliocidaris australiae
Heliocidaris australiae is een zee-egel uit de familie Echinometridae.
De wetenschappelijke naam van de soort werd in 1872 gepubliceerd door Alexander Agassiz.